# Invasões Britânicas
As Invasões Britânicas foram duas tentativas britânicas malsucedidas de tomar o controle da colônia espanhola do Vice-Reino do Rio da Prata, localizada ao redor do Rio da Prata na América do Sul – nos atuais Argentina e Uruguai. As invasões ocorreram entre 1806 e 1807, como parte das Guerras Napoleônicas, Guerra da Terceira Coalizão, numa época em que a Espanha era aliada da França napoleônica. Na historiografia argentina, as duas derrotas sucessivas das forças expedicionárias britânicas são conhecidas coletivamente como a "Reconquista" e a "Defensa", respectivamente.

## Visão geral
Estes eventos significaram a entrada da região nas Guerras Napoleônicas, um conflito que opôs as duas potências dominantes da época, o Reino Unido e a França. A guerra entre o Reino Unido e o Primeiro Império Francês, no vasto território latino-americano, teve um papel estratégico e econômico de grande importância para o Reino Unido, que estava então em plena Revolução industrial.
Pode-se distinguir duas invasões:
- A Primeira Invasão de Buenos Aires, em 1806, em que as tropas britânicas ocuparam a cidade de Buenos Aires, capital do Vice-Reino do Rio da Prata, sendo expulsas 45 dias depois por um exército de Montevidéu, liderados por Santiago de Liniers, que foi juntando milícias em Buenos Aires, em um processo conhecido como Reconquista de Buenos Aires.
- A Segunda Invasão Britânica, em 1807, em que as tropas britânicas, depois de tomarem Montevidéu, foram expulsas quando tentaram ocupar Buenos Aires, por forças de defesa constituídas não só das tropas do governo a serviço do rei da Espanha, mas também de milícias urbanas, armadas e organizadas militarmente durante o processo que é conhecido como Assalto e defesa de Buenos Aires.

## Simbologia

Bandeiras e estandarte utilizados
Bandeira do Reino Unido capturada durante a primeira invasão britânica em 1806 e exibida como um troféu de guerra no convento de Santo Domingo, da cidade de Buenos Aires, Argentina.
Bandeira do Batalhão de Royal Marines capturada e exibida como um troféu de guerra no convento de São Domingo, da cidade de Buenos Aires.
Estandarte do 1º batalhão do 71º Regimento de Highlanders do Exército Britânico exibido como um troféu de guerra no Museu Histórico Nacional do Cabildo e da Revolução de Maio, da cidade de Buenos Aires.